# Vlag van Zijpe

Vlag van de gemeente Zijpe
(1995-2013)

Defileervlag van Zijpe
(1938)

De vlag van Zijpe is op 12 december 1995 bij raadsbesluit vastgesteld als de gemeentelijke vlag van de Noord-Hollandse gemeente Zijpe. De vlag kan als volgt worden beschreven:
Drie banen van geel, purper en groen, met een hoogteverhouding van 1:4:1, de purperen baan beladen met een zwaan van natuurlijke kleur, geplaatst op 1/3 van de vlaglengte vanaf de mastzijde, met een driebladige kroon om de hals.
De kleuren en de zwaan zijn afgeleid van het gemeentewapen. Derkwillem Visser schrijft over de symboliek:
De gele baan geeft het (duin)gebied van de voormalige gemeenten Petten en Callantsoog weer. De kleur geel was ook de steunkleur van het officiële wapen van de in 1990 met de gemeente Zijpe samengevoegde gemeente Callantsoog.
De groene baan symboliseert het oorspronkelijke weidegebied van de polder. De beide banen worden verbonden door een purper vlak. Deze kleur is overgenomen van het gemeentewapen. De kleur purper is eigenlijk voorbehouden aan adellijke wapens, waarschijnlijk door een misverstand is deze unieke kleur in het gemeentewapen terechtgekomen.

Het gemeentelijk dundoek bleef tot 1 januari 2013 in gebruik, op die dag is de gemeente opgegaan in de gemeente Schagen waardoor het gebruik als zodanig is komen te vervallen.
Tot de instelling van de vlag gebruikte de gemeente een defileervlag uit 1938 als gemeentevlag.

## Verwante afbeeldingen

Wapen van Zijpe

Akersloot
· Andijk
· Anna Paulowna 
· Assendelft 
· Beemster 
· Bennebroek 
· Blokker 
· Broek in Waterland 
· Bussum 
· Callantsoog 
· Edam 
· Egmond 
· Egmond aan Zee 
· Egmond-Binnen 
· Graft-De Rijp 
· 's-Graveland 
· Haarlemmerliede en Spaarnwoude 
· Harenkarspel 
· Heerhugowaard 
· Hensbroek 
· Hoogwoud 
· Ilpendam 
· Jisp 
· Krommenie 
· Langedijk 
· Limmen 
· Marken 
· Midwoud 
· Monnickendam 
· Muiden 
· Naarden 
· Nederhorst den Berg 
· Nibbixwoud 
· Niedorp 
· Noorder-Koggenland 
· Obdam 
· Opperdoes 
· Schermer 
· Schermerhorn 
· Schoorl 
· Sint Maarten 
· Terschelling 
· Terschelling en Vlieland 
· Twisk 
· Venhuizen 
· Vlieland 
· Warmenhuizen
· Weesp
· Wervershoof 
· Wester-Koggenland 
· Westwoud 
· Westzaan 
· Wieringen 
· Wieringermeer 
· Wijdewormer 
· Wognum 
· Wormer 
· Wormerveer 
· Zaandam 
· Zaandijk 
· Zeevang 
· Zijpe